# Miguel Juan Barber
Miguel Juan Barber, (Binéfar , ¿ - Luesia , 1589) fue un famoso bandolero del siglo XVI.
Su nombre es conocido por haber participado activamente en la Guerra de Ribagorza, donde dio muestras de gran valor en el primer cerco al castillo de Benabarre (febrero de 1588). Según afirma Joaquín Manuel de Moner y de Siscar en su Historia de la Ribagorza, desde sus orígenes hasta nuestros días, Miguel Juan Barber habría llegado allí como secretario de Francisco de Gilabert, uno de los nobles que apoyó la causa del conde. Elegido por los montañeses como su caudillo, participó en las luchas contra la minoría morisca en Aragón, (Guerra de Montañeses y Moriscos) tomando parte activa, en abril de 1588, en el arrasamiento de Codo y Pina de Ebro, en el que centenares de personas, sin distinción de sexo o edad, fueron masacradas. Una vez perdida la causa del conde de Ribagorza y fugitivo de la justicia, vagó por el reino dedicado a actividades puramente delictivas, hasta que fue asesinado por unos antiguos compañeros, también bandoleros, que pudieron así cobrar la recompensa por su cabeza. Fue durante este tiempo compañero y amigo del también bandolero Lupercio Latrás.